# Lanfains
 Lanfains  (en bretón Lanfeun) es una población y comuna francesa, situada en la región de Bretaña, departamento de Côtes-d'Armor, en el distrito de Saint-Brieuc y cantón de Plœuc-sur-Lie.

## Demografía
| 999 | 978 | 894 | 796 | 828 | 868 |
| Para los censos de 1962 a 1999 la población legal corresponde a la población sin duplicidades (Fuente: INSEE [Consultar]) |     |     |     |     |     |